# Emiko Kubo
Emiko Kubo er en tidligere japansk fodboldspiller. Hun har tidligere spillet for Japans kvindefodboldlandshold.

## Japans fodboldlandshold
| Japans landshold | Japans landshold | Japans landshold |
| År               | Kmp              | Mål              |
| ---------------- | ---------------- | ---------------- |
| 1981             | 1                | 0                |
| 1982             | 0                | 0                |
| 1983             | 0                | 0                |
| 1984             | 3                | 0                |
| Total            | 4                | 0                |